# Les Monts d'Aunay
Les Monts d'Aunay è un comune francese di nuova costituzione in Normandia, dipartimento del Calvados, arrondissement di Vire. Il 1º gennaio 2017 è stato creato accorpando sette comuni.

## Storia
Il comune è stato creato il 1º gennaio 2017 per decreto prefettizio, con la fusione di sette comuni, sotto il regime giuridico dei Nuovi comuni instaurato dalla legge n° 2010-1563 del 16 dicembre 2010 di riforme delle collettività territoriali. I comuni accorpati di Aunay-sur-Odon, Bauquay, Campandré-Valcongrain, Danvou-la-Ferrière, Ondefontaine, Le Plessis-Grimoult e Roucamps sono divenuti comuni delegati e Aunay-sur-Odon è la sede del nuovo comune.